# Jordi Rebellón
Jordi Rebellón (ur. 15 lutego 1957 w Barcelonie, zm. 8 września 2021 w Madrycie) – hiszpański aktor teatralny, telewizyjny i filmowy, znanym z roli Rodolfo Vilchesa w popularnym serialu telewizyjnym Hospital Central.

## Biografia
Jordi Rebellón López urodził się w Barcelonie 15 lutego 1957 roku. Zadebiutował w telewizji niewielką rolą w Barrio Sésamo.
W 2000 roku dołączył do obsady Hospital Central, by zagrać doktora Vilchesa, dzięki której stał się niezwykle popularny w Hiszpanii. Opuścił serię w 14. sezonie, ale powrócił w 18. sezonie.
Jordi Rebellón zmarł na udar mózgu 8 września 2021 roku w Madrycie, miał 64 lata.